# Клара Еспар
Клара Еспар (ісп. Clara Espar, 29 вересня 1994) — іспанська ватерполістка.
Призерка Олімпійських Ігор 2020 року.
Призерка Чемпіонату світу з водних видів спорту 2017, 2019 років.